# Selpercatinib
Le selpercatinib est un médicament anticancéreux. C'est un inhibiteur de la tyrosine kinase RET codée par le proto-oncogène RET (en). Du fait de sa selectivité vis-à-vis de la tyrosine kinase RET, on pense qu'elle devrait être mieux tolérée que d'autres tyrosines kinases ayant un profil d'activité plus large. Dans la pratique, le selpercatinib présente de nombreux effets indésirables. Vendu aux États-unis sous le nom de marque Retevmo, il s'agit d'un médicament destiné au traitement du cancer du poumon non à petites cellules, du cancer médullaire de la thyroïde et d'autres types de cancers de la thyroïde chez les personnes dont les tumeurs présentent une altération (mutation ou fusion) d'un gène spécifique (RET ou « réarrangé pendant la transfection »). Il est pris par voie orale.
Les effets indésirables les plus courants comprennent des modifications des tests de laboratoire (y compris une augmentation des enzymes hépatiques, une augmentation de la glycémie, une diminution du nombre de globules blancs et de plaquettes, une diminution du taux de protéines, une diminution du calcium, une augmentation du cholestérol total, une augmentation de la créatinine et une diminution du sodium), une sécheresse de la bouche, diarrhée, hypertension artérielle, fatigue, œdème, éruption cutanée et de la constipation,.
Le selpercatinib est le premier traitement approuvé spécifiquement pour les personnes atteintes de cancer et d'altérations du gène RET.

## Utilisations thérapeutiques
Le selpercatinib est un inhibiteur de tyrosine kinase indiqué dans le traitement des :
- adultes atteints d'un cancer du poumon non à petites cellules (CPNPC) qui s'est propagé à d'autres parties du corps (métastatique)[2],[3]. 1 à 2 % des malades souffrant d'un cancer du poumon de type non à petites cellules ont été reconnus scomme souffrant d'une RET phosphate-kinase[4] ;
- adultes et enfants de 12 ans et plus atteints d'un cancer médullaire de la thyroïde (CMT) avancé ou métastatique. Des mutations de la RET phospho-kinase apparaissent dans 70 % des cancers médullaires de la thyroïde[5] ;
- adultes et enfants de 12 ans et plus atteints d'un cancer de la thyroïde avancé ou métastatique qui ont reçu de l'iode radioactif qui n'a pas fonctionné ou qui ne fonctionne plus.

## Effets indésirables
Le selpercatinib peut donner lieu à des effets indésirables graves, notamment une toxicité hépatique, une pression artérielle élevée, des modifications du rythme cardiaque dues à modification de l'activité électrique cardiaque (allongement de l'intervalle QT), des saignements, des réactions allergiques, une modification de la cicatrisation des plaies et des lésions chez l'enfant à naître,.
Le selpercatinib peut entraîner des atteintes du fœtus ou du nouveau-né.

## Histoire
Le selpercatinib a été approuvé aux États-Unis en mai 2020,.
Le selpercatinib a été approuvé par la FDA à partir des données de l'essai clinique LIBRETTO-001 (NCT03157128) impliquant 702 malades âgés de 15 à 92 ans et souffrant de trois types de tumeur. Pendant l'essai clinique, les malades ont reçu 160 mg de selpercatinib par voie orale deux fois par jour, sous réserve d'une tolérance acceptable. Les critères d'efficacité étaient le taux de réponse globale, c'est-à-dire la diminution de la taille de la tumeur pendant la période de réponse. L'essai a été conduit dans 84 sites aux États-Unis, au Canada, en Australie, à Hong Kong, au Japon, en Corée du Sud, à Singapour, à Taïwan, en Suisse, en Allemagne, au Danemark, en Espagne, en France, au Royaume-Uni, en Italie et en Israël.
L'efficacité dans les cancers du poumon de type carcinome non à petites cellules, a été évaluée chez 150 patients souffrant d'un réarrangement du gène RET et qui avait été préalablement traités par chimiothérapie au platine. 64 % des 105 participants ayant déjà été traités pour leur tumeur ont bénéficié d'une régression complète ou partielle de la tumeur qui a duré plus de six mois pour 81 % d'entre eux. Pour les 39 patients qui n'avaient pas bénéficié de traitement préalable, 84 % ont vu leur tumeur régresser ou disparaître complètement et qui a duré plus de six mois pour 58 % d'entre eux.
L'efficacité dans le cancer de la thyroïde médullaire a été évaluée chez des malades de plus de 12 ans souffrant d'une mutation du gène RET. L'étude a enrôlé 143 patients souffrant de cancer métastatique et qui avait déjà été traité avec le cabozantinib, le vandétanib ou les deux. Étaient également inclus des patients souffrant de cancer métastatique de la thyroïde avec mutation du gène RET et qui n'avaient pas préalablement reçu de traitement au cabozantinib ni au vandetanib. 69 % des 55 malades déjà traités pour leur cancer métastatique de la thyroïde ont vu leur tumeur régresser complètement ou partiellement, cette régression durant plus de six mois pour 76 % d'entre eux. Parmi les 88 participants qui n'avaient bénéficié d'aucun traitement préalable, 73 % ont vu leur tumeur régresser de façon partielle ou complète avec une durée d'efficacité de plus de six mois pour 61 % d'entre eux.
L'efficacité a été évaluée chez des malades de 12 ans ou plus souffrant de cancer de la thyroïde positif au réarrangement lors de la transaction du gène RET. L'étude a enrôlé 19 malades RET positifs et résistants au traitement à l'iode radioactif et qui avaient reçu un autre traitement général, et 8 patients naïfs, qui n'avaient pas reçu de traitement antérieurement. 79 % des 19 patients déjà traités ont bénéficié d'une régression complète ou partielle de la tumeur qui a duré plus de six mois pour 87 % d'entre eux. Tous les huit malades naïfs à l'exception d'une thérapeutique à l'iode radioactif, ont vu leur tumeur régresser de façon complète ou partielle avec une régression qui a duré plus de six mois pour 75 % d'entre eux.

## Disponibilité en France
En 2020 le selpercatinib est disponible en France sous le nom de spécialité LOXO-292 sous forme de gélules dosées à 20 mg et à 80 mg. Il existe également une suspension buvable dosée à 20 mg par millilitre. En cours d'évaluation par l'agence européenne du médicament, il est disponible en France sous le régime des ATU uniquement dans les pharmacies hospitalières.